# 白颈鸦
白颈鸦（学名：Corvus torquatus）又名玉颈鸦，为鸦科鸦属的鸟类。分布于文莱、台湾岛以及中国大陆的东北、河北西达山西、陕西、甘肃、四川、云南、南抵福建、广东、海南等地，一般栖息于平原、丘陵或低山、也见于海拔2500m 左右的山地、多栖于开阔的农田、河滩和河湾等处以及筑巢于高大树上。该物种的模式产地在中国。
白颈鸦於2004年於世界自然保育聯盟紅皮書評級已調升至「近危」級別，當時估算全球有1萬5000至3萬隻左右。
2017年估計全球只有少於2000隻。

## 特征
白颈鸦的颈侧拥有白色的斑块，胸前只有一圈白，而身体的其他部分则为黑色的。它们多数会远离城市在郊外生活，只要有人走进，就会立刻飞走。此外，它们的叫声比其他鸦属洪亮。
由于人类过量使用杀虫剂，杀死了大多数无脊椎动物和脊椎动物，使它们的食物减少，以及人类的猎杀，导致它们的数量近年来开始减少。